# 五欲
五欲（ごよく, pañcakāmaguṇa）とは仏教用語で、眼（げん）、耳（に）、鼻（び）、舌（ぜつ）、身（しん）という五つの感官（五根）から得られる五つの刺激（五境）、すなわち色（しき）、声（しょう）、香（こう）、味（み）、触（そく）に対して執著することによって生じる五つの欲望のこと。pañca(五つ) + kāma(カーマ,欲) + guṇa (種類) からなる。
異なる用法として、財欲、性欲、飲食欲、名誉欲、睡眠欲という五つの欲望のことを指す場合もある。